# Natalscia cingulata
Natalscia cingulata là một loài chân đều trong họ Philosciidae. Loài này được Barnard miêu tả khoa học năm 1932.